# Agustín Edwards Ross
Agustín Edwards Ross (Valparaíso, 17 de febrero de 1852-ibíd, 1 de noviembre de 1897) fue un empresario y político chileno. Durante su trayectoria política se desempeñó como diputado, senador y ministro de Estado.

## Familia
Hijo de Agustín Edwards Ossandón y Juana Ross Edwards.
Estuvo casado con María Luisa Mac Clure Ossandón, con quien tuvo nueve hijos, entre ellos Agustín, Raúl, Carlos y María Edwards Mac-Clure.

## Estudios y vida laboral
Estudió en el Colegio de Valparaíso y recibió una educación eminentemente mercantil, razón que le permitió no sólo administrar, sino también aumentar la inmensa fortuna heredada a la muerte de su padre, cuando tenía 26 años.
Se hizo cargo de los negocios de su padre, a los que le imprimió nuevos rumbos y orientaciones, ampliando los negocios, aparte de la banca y la minería, al sector agrícola. Su hacienda Los Nogales, en Quillota, fue un modelo de agricultura progresista para la época; se dedicó especialmente, a la crianza y selección de las razas caballares.
Entre las empresas que poseía o en las que tenía participación están la Compañía Chilena de Seguros, la Casa bancaria Agustín Edwards y Cía y la Empresa del Ferrocarril Urbano de Santiago.
En la guerra de 1879 prestó su concurso al gobierno y ese mismo año se dedicó a completar las pertenencias salitreras que hicieron poderosa y rica a la Compañía Salitrera de Antofagasta. En 1882 su fortuna se estimaba en 8 000 000 de pesos.
Fue banquero en Valparaíso y Bolivia; trabajó en empresas mineras y ferrocarriles en Copiapó y Atacama, también fue industrial. Dueño de varios fundos como San Isidro, Conchalí y La Peña en Quillota; fundo Salto Quino en Malleco y otros. También fue dueño de la mina Descubridora del metal Morado, productora de cobre en Caldera.

## Carrera política
Se afilió al Partido Nacional y fue uno de los directores.
En Valparaíso fundó una escuela que lleva el nombre de Horacio Mann; en Quilpué, una de tipografía y otras.
Fue elegido diputado propietario por Quillota, por el periodo 1876-1879. Reelecto diputado propietario por Quillota, por el periodo 1879-1882. Fue miembro de la Comisión Conservadora para el receso 1881-1882.
Diputado propietario nuevamente por Quillota, por el periodo 1882-1885. En este periodo legislativo fue miembro de la Comisión Conservadora para el receso 1882-1883 y 1883-1884. Nuevamente, diputado electo por Quillota, por el periodo 1885-1888. No se incorporó hasta el 6 de julio de 1886; le reemplazó su suplente Adolfo Guerrero Vergara. Integró la Comisión Permanente de Gobierno y Relaciones Exteriores.

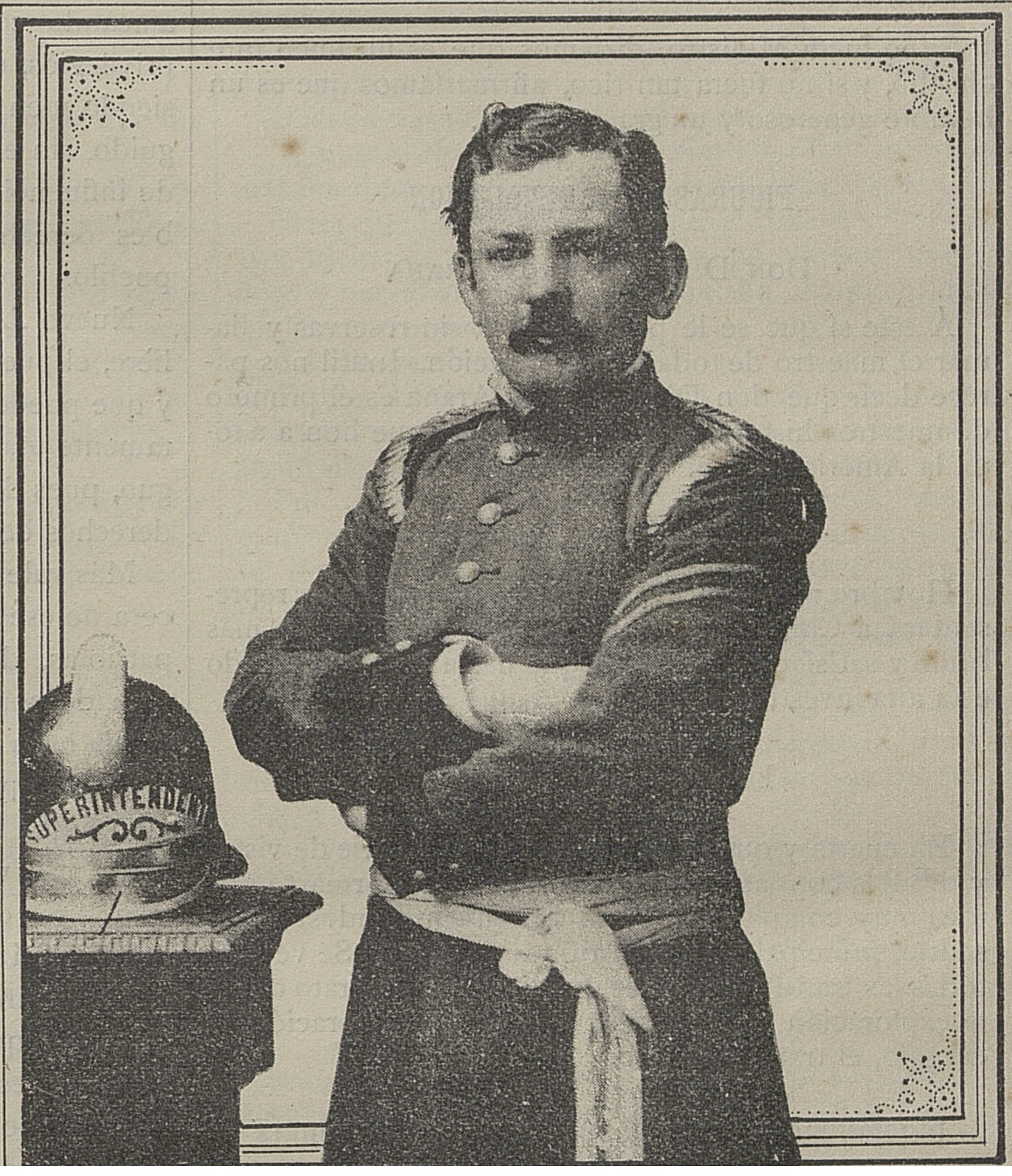
Agustín Edwards Ross como superintendente de bomberos.

Durante el Gobierno de José Manuel Balmaceda, el 18 de septiembre de 1886 fue designado como ministro de Hacienda, sirviendo hasta octubre de 1888. Sin embargo pronto pasó al bando opositor y durante la revolución de 1891, se estableció en Lima desde donde contribuyó al Bando Congresista como mentor y banquero. Derrotado el gobierno reasumió su cargo senatorial. El 15 de septiembre de 1891, la Junta de Gobierno vigente (presidida por Jorge Montt), lo nombró ministro de Industria y Obras Públicas, permaneciendo en ese cargo hasta el 14 de marzo de 1892.
En las elecciones parlamentarias  de 1888, resultó electo senador propietario por Valparaíso, por el periodo 1888-1894. Integró la Comisión Permanente de Hacienda e Industria y miembro de la Comisión Conservadora para el receso de 1889-1890; 1890-1891 y 1893-1894. 
En la segunda parte de su labor, fue senador reemplazante en la Comisión Permanente de Hacienda e Industria. Asumió la vicepresidencia del Senado el 15 de noviembre de 1892 y el 16 de enero de 1893, la presidencia.
Fue reelecto senador por Valparaíso, para el periodo 1894-1897. Fue electo por tres años, por acuerdo adoptado por el Senado en sesión del 1 de septiembre de 1893. Prestó juramento de estilo, el 4 de junio de 1894. Fue presidente provisorio del Senado desde el 15 de mayo de 1894 y presidente desde el 4 de junio del mismo año. Ejerció como miembro de la Comisión Conservadora para el receso 1894-1895.
Fue también, militante del Partido Nacional o monttvarista y luego del Partido Liberal.
Después de permanecer 21 años como parlamentario se retiró a la vida privada.

## Carrera periodística
En 1882 adquirió el diario La Época —el cual había sido fundado un año antes por Guillermo Puelma—, uno de los periódicos más progresistas de esos tiempos, al que le impuso un gran estilo, aun cuando financieramente le originaba pérdidas. Allí escribieron Rubén Darío -durante sus tres años de permanencia en Chile-, el cubano José Martí, el español Marcelino Menéndez Pelayo y los franceses Anatole France, Guy de Maupassant y Alfonso Daudet.
Sin embargo las huellas más profundas de su trabajo las dejaría en otro periódico. 
El 19 de marzo de 1875 su padre compra en 20.000 pesos a Recaredo Santos Tornero el edificio del periódico El Mercurio de Valparaíso, quien en ese entonces pasaba por una aguda crisis económica y había contraído diversos préstamos con Agustín Edwards Ossandón en los años anteriores. Sin embargo no fue sino hasta 1877 que Agustín Edwards Ross se encargó completamente del periódico. Desde ese entonces el nombre de Agustín Edwards se ha asociado a este medio periodístico.
| Precedido por: Hermógenes Pérez de Arce Lopetegui | Ministro de Hacienda 1886-1888                    | Sucedido por: Juan de Dios Vial Guzmán |
| Precedido por: Francisco Valdés Vergara           | Ministro de Hacienda 1892-1892                    | Sucedido por: Enrique Mac Iver         |
| Precedido por: Vacante                            | Ministro de Industrias y Obras Públicas 1891-1892 | Sucedido por: Jorge Riesco             |
| Precedido por: José Antonio Gandarillas           | Presidente del Senado de Chile 1893-1895          | Sucedido por: Vicente Reyes            |